# Campaspe (Godward)
(Edward Walford, John Charles Cox e George Latimer Apperson, The Antiquary, E. Stock, 1896.)
Campaspe è un dipinto a olio su tela del pittore inglese John William Godward, realizzato nel 1896. L'opera è conservata in una collezione privata. Esiste anche uno studio preparatorio di dimensioni ridotte (36,2 x 19,3 cm).
Secondo il titolo, il quadro rappresenterebbe la celebre concubina di Alessandro Magno e modella di Apelle per la sua Afrodite Anadiomene; bisogna tenere presente che, soprattutto a partire dal 1896, i riferimenti alle donne della mitologia greco-romana (Andromeda, 1896; Briseide...), evidentemente casuali, cominciarono a diventare una norma fissa per l'artista.

## Descrizione

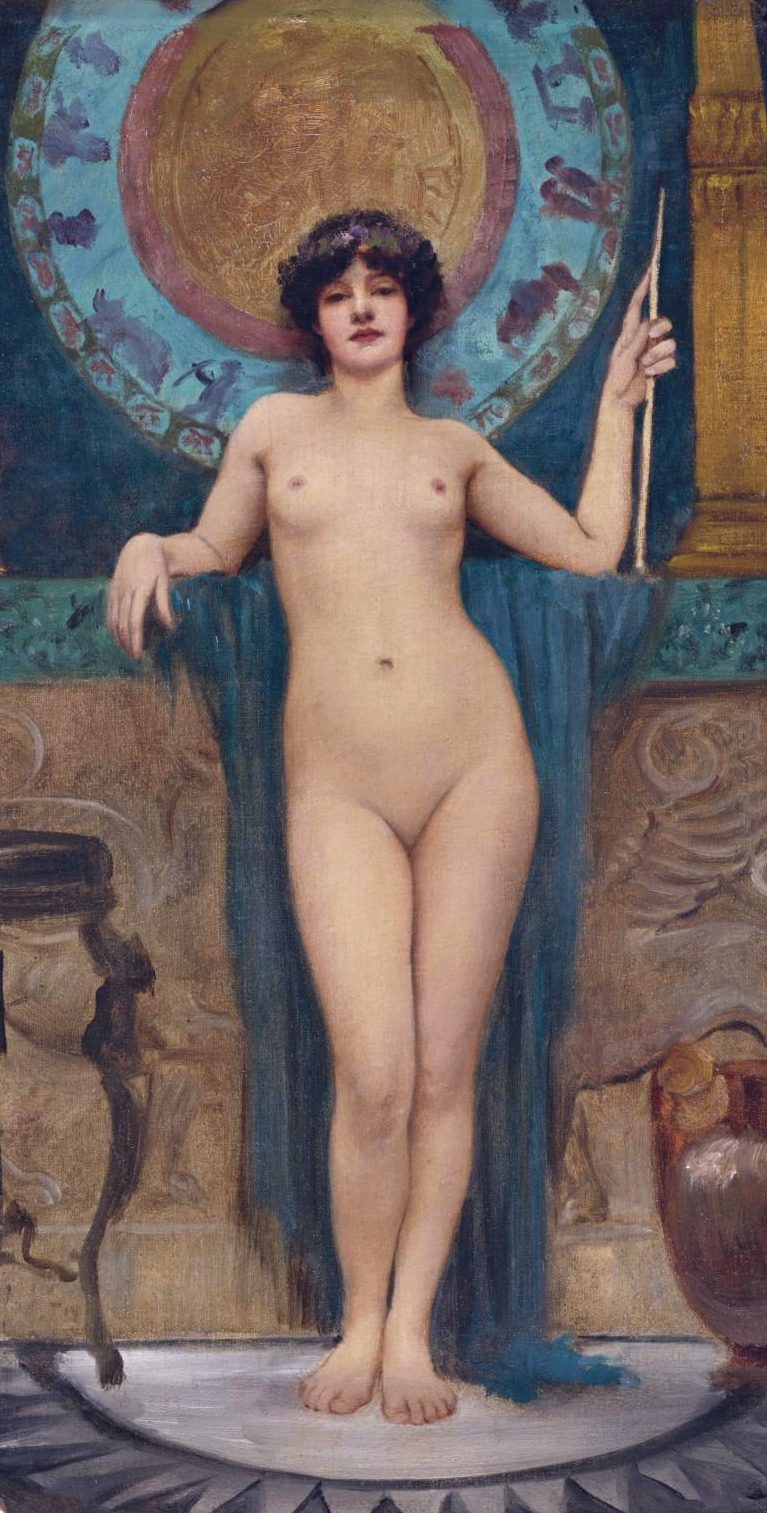
Uno studio per l'opera.

La composizione semplice, di formato verticale, presenta una struttura rigorosamente simmetrica. Per la sua realizzazione posò la giovane modella britannica Lily Pettigrew, che appare in varie opere dell'artista, soprattutto tra il 1887 e il 1900. La modella, completamente nuda (un tema non troppo presente nell'opera di Godward), guarda direttamente lo spettatore, richiamando la sua attenzione all'anatomia perfetta del suo corpo. Per quanto riguarda l'illuminazione c'è un contrasto evidente tra la penombra dello sfondo e la luminosità dell'incarnato. La luce frontale si intensifica specialmente nelle cosce e nei seni.
La letteratura dell'epoca descrive così l'opera:
(J. Οman, Some Pictures at the Royal Academy, The Studio, 1896, p. 111.)
Infine, nel contesto delle opere di Godward, questa tela si troverebbe all'interno di una serie ridotta di nudi totali, di grandi dimensioni, realizzati dal pittore a partire dal 1896 (Venere che si annoda i capelli, 1897; Il bagno di Venere, 1901…): secondo degli specialisti, potrebbe trattarsi di un mezzo per attirare l'attenzione così da realizzare il suo desiderio di essere nominato membro dell'Accademia Reale d'Arte di Londra, anche se ciò, in ogni caso, non avvenne.